# Air National Guard

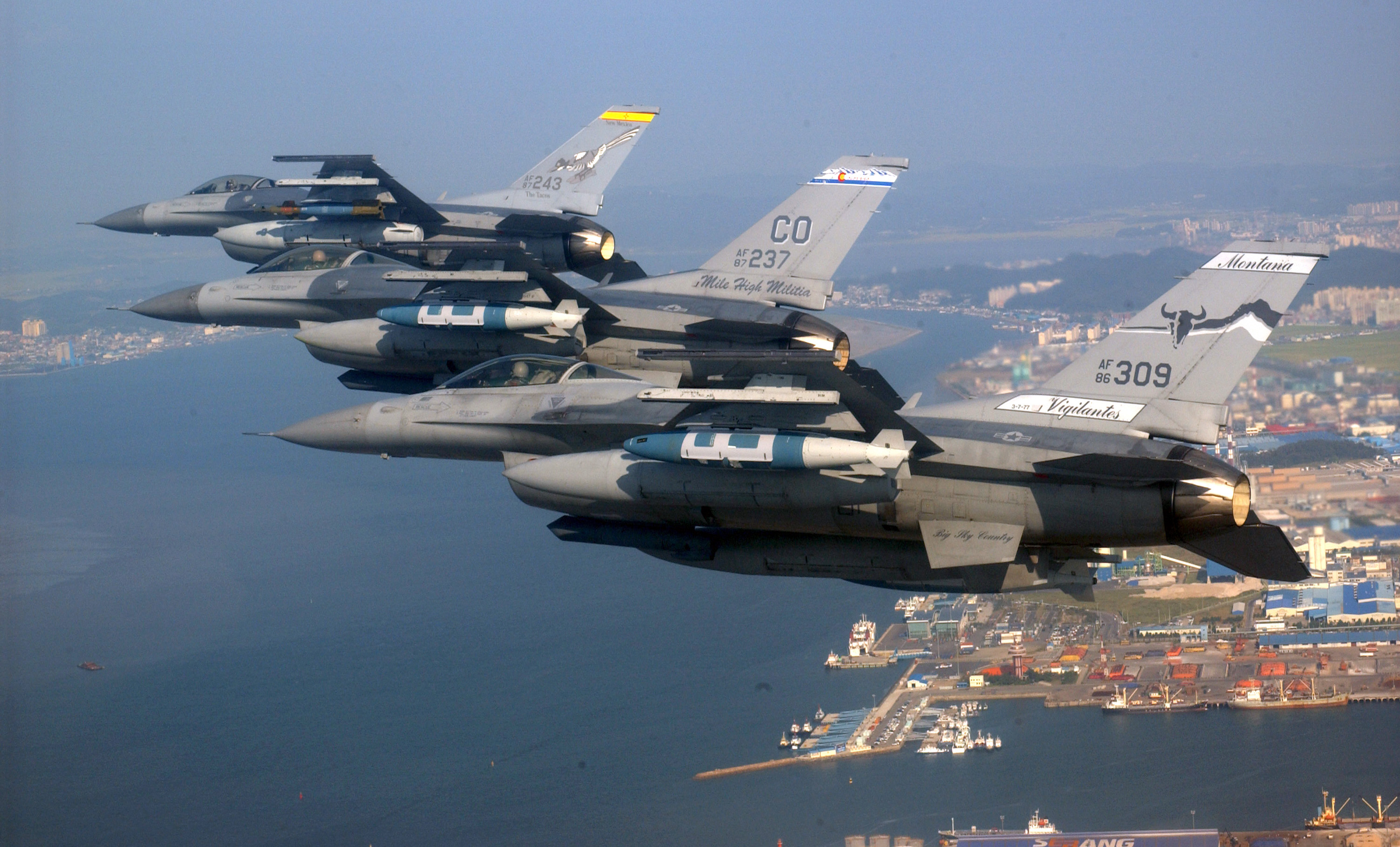
F-16 vliegtuigen van de Air National Guard boven Kunsan City, Zuid-Korea

De Air National Guard (ANG), vaak Air Guard genoemd, is onderdeel van de United States National Guard en is een reservecomponent van de United States Air Force (USAF). Net zoals de Army National Guard wordt de ANG geleid door het National Guard Bureau en een ANG-eenheid kan geactiveerd worden door de President of de gouverneur van de betreffende staat. De National Guard heeft locaties in elke staat van de Unie. 
De oudste ANG-eenheid is het 102nd Rescue Squadron, New York Air National Guard. Deze eenheid werd gefederaliseerd in 1916. Het was een onderdeel van de Army National Guard op dat moment en had het kenmerk al sinds 1908 met ballonnen te vliegen. Het 102nd vloog de eerste langeafstandsmissie, vanaf Long Island naar Princeton, New Jersey om een footballwedstrijd te kijken. Het 102nd werd aangehaald in het boek The Perfect Storm van Sebastian Junger.
Hoewel het ANG volkomen los staat van de USAF, hebben de piloten van de Air National Guard in alle oorlogen van de VS een belangrijke rol gespeeld. ANG-eenheden dienden tijdens de Koreaoorlog en ANG F-100 squadrons van Colorado, New York, Iowa en New Mexico dienden vanaf Phang Rang AB tijdens de Vietnamoorlog gedurende 11 maanden in 1968-1969 en maakten toen meer dan 24.000 vluchten. Tijdens recente operaties zijn ook hele eenheden geactiveerd. 
De ANG wordt vaak omschreven als de "reserve" of "parttime vliegers". Het onderhoud van de soms wat oudere vliegtuigen vergt veel tijd en wordt - vanwege het deeltijds ANG-personeel - daarom vaak ook gedaan door gewoon actief USAF-personeel. De meeste ANG-vliegers werken voor commerciële vliegmaatschappijen, maar in de ANG worden ze op een specifiek vliegtuigtype ingezet. Meestal zijn dit transporttoestellen, helikopters of luchtverdedigingsjagers.
Sinds de Golfoorlog hebben ANG-piloten de no-flyzones boven Irak gepatrouilleerd. Tijdens de aanslagen van 11 september was de eerste eenheid die luchtverdediging gaf de Happy Hooligans, een ANG F-16-eenheid uit North Dakota, weggestuurd tijdens training bij Langley Air Force Base (Virginia). Een ander ANG onderdeel uit Vermont, de Green Mountain Boys van het 158th Fighter Wing, patrouilleerden later boven New York.
De Air National Guard heeft ongeveer 45.000 mannen en vrouwen in dienst.